# نبردناو جاستیس
نبردناو جاستیس (به انگلیسی: French battleship Justice) یک کشتی بود که طول آن ۱۳۳٫۸۱ متر (۴۳۹٫۰ فوت) بود.